# Motor monofàsic de fase partida

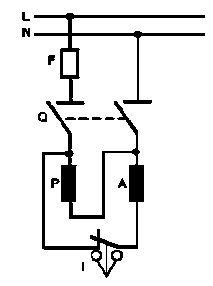
Esquema d'un motor monofàsic de fase partida.

Un motor monofàsic de fase partida és un motor d'inducció amb dos bobinats a l'estator, un de principal i un altre auxiliar o d'arrencada.
El motor de fase partida és un dels diferents sistemes ideats per a l'arrencada dels motors asíncrons monofàsics. Es basa a canviar durant l'arrencada, el motor monofàsic per un de bifàsic (només per arrencar). El motor disposa de dos debanats, el principal i l'auxiliar, a més a més, porta incorporat un interruptor centrífug amb la funció de desconnectar el debanat auxiliar després de l'arrencada del motor.
A més a més del motor de fase partida hi ha altres sistemes per arrencar motors monofàsics com és el cas de motors d'arrencada per condensador.